# ГПЗ-2
Второй государственный подшипниковый завод (ГПЗ-2) — завод по изготовлению шарикоподшипников. В 2016 году реорганизован в общество с ограниченной ответственностью «ГПЗ-2 Тверь» со статусом «Правопреемник».

## История
Производство было создано как шведская подшипниковая компания «Шарикоподшипник СКФ», здания которой были построены в Москве в 1916 году, а учредителями были Э. Л. Нобель и А. Ф. Черберг. После революции предприятие было национализировано и переименовано во «Второй государственный подшипниковый завод».

Рабочие завода принимали участие в Октябрьской революции и в Гражданской войне в России. После революции рабочие завода участвовали в строительстве и пуске в Москве Первого подшипникового завода.
До 1932 года ГПЗ-2 — единственный производитель подшипников в СССР разного назначения, пока не был построен Первый ГПЗ.
В годы Великой Отечественной войны производство подшипников было перенесено в городТомск. В 1943 году завод был награждён орденом Трудового Красного Знамени. После войны часть производства осталась в Томске (ГПЗ-5).

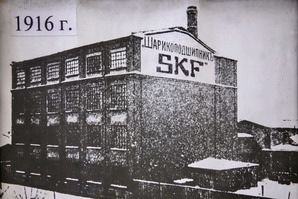
Корпус Русского акционерного общества «Шарикоподшипник СКФ» («Свенска Куллагерфабрикен»)

Завод имел свою газету «За советский подшипник», ранее поочередно носящую название «Ленинский путь», «Шарикоподшипник», «Стахановский труд».
В 1980-е годы часть производства, в целях оптимизации, была перенесена в посёлок Васильевский Мох Тверской области (исправительная колония строгого режима ИК-10) и в посёлок Металлистов Калининского района Тверской области.
В 1993 году завод был акционирован и получил название «Шаболовский подшипниковый завод» (АО «ШПЗ»), с 1996 года — ОАО «Шаболовский подшипниковый завод (ГПЗ-2)».
В 2016 году завод был переведен в Тверь и реорганизован в ООО «ГПЗ-2 Тверь» со статусом «Правопреемник».

В 2022 году выкуплен девелоперской компанией Vesper.

## Продукция
По словам директора[какого?] предприятия, оно выпускает подшипники качения и скольжения, упорные, радиально-упорные, однорядные, двухрядные и другие шарикоподшипники, массой от 4 до 6 000 грамм, внешним диаметром от 6 до 215 миллиметров — всего около 1240 наименований.

## Руководство
Генеральный директор завода — Терещенко Владимир Иванович (с 1996 г.).
Генеральный директор завода — Савихин Александр Михайлович (с 2016 г.)
В разное время директорами завода были Валерий Владимирович Новиков, Дмитрий Петрович Юлин и др.